# Zeelandia Beach
Zeelandia Beach is een strand en beschermd natuurgebied in Sint Eustatius. Het ligt ongeveer 1 km ten noorden van F.D. Roosevelt Airport. Het is beschermd omdat lederschildpadden, soepschildpadden, en karetschildpadden hun eieren op het strand leggen. Zwemmen in zee wordt afgeraden vanwege de sterke stroming.

## Overzicht
Zeelandia Beach is een zwartzandstrand van ongeveer 1,5 km lang. Het noordelijkste gedeelte van 200 meter is breed, maar het grootste gedeelte is smal en wordt begrensd door klippen. Het zand is vulkanisch van oorsprong, en heeft een donkere kleur. Gedurende maart tot juni wordt het strand bezocht door lederschildpadden om hun eieren te leggen, en is de enige plaats op het eiland waar de schildpad voorkomt. Tussen mei en oktober bezoeken de soep- en karetschildpadden het strand. Het is het enige strand dat 's nachts door het Sea Turtle Conservation Programme wordt bewaakt.
De klippen van Zeelandia Beach worden gebruikt door roodsnavelkeerkringvogel als broedgebied. Het strand wordt tevens bezocht door bruine pelikanen, bruine genten, en Amerikaanse fregatvogels. Het strand heeft geen voorzieningen. Er is een wandelpad van ongeveer een uur naar Venus Bay en terug uitgezet.
Miriam C. Schmidt Botanical Garden · Quill/Boven National Park · Sint Eustatius National Marine Park · Zeelandia Beach